# Igzidora Gjeta
Igzidora Gjeta, es una joven cantante de Albania, nacida en Tirana el 19 de marzo de 2001.
Su carrera como cantante comenzó en 2008, cuando tan solo tenía 7 años, que participó en el concurso “Young voices”  donde consiguió un segundo puesto. 
También ha participado durante cuatro años en el Festival Infantil de Tirana, quedando en tercera posición en dos ocasiones; y durante tres años en el Festival Nacional Infantil de Shkodra.
Además, ganó el tercer premio en la XLVII edición del Festivali i Kenges celebrado en  2010, y el segundo premio en la XVI edición del  festival Zerat e Rinj con la canción "Akullorja" (Helado en español).
En el año 2012, al ganar el concurso Junior Fest Albania 2012, representó a Albania en el Festival de la Canción de Eurovisión Junior 2012 que se celebró el 1 de diciembre de 2012 en Ámsterdam, Países Bajos con la canción "Kam një këngë vetëm për ju" compuesta por Xhavit Ujkani y Jorgo Papingji. Aunque quedó última, recibió 12 puntos de Azerbaiyán.